# 什运乡
什运乡，是中华人民共和国海南省琼中黎族苗族自治县下辖的一个乡镇级行政单位。

## 行政区划
什运乡下辖以下地区：
便文村、什统村、南平村、南流村、什运村和三联村。